# Джуниор Санчес, Эрвин
Эрвин Джуниор Санчес Паниагуа (исп. Erwin Junior Sánchez Paniagua; род. 23 июля 1992, Лиссабон) — боливийский футболист, полузащитник клуба «Ориенте Петролеро» и сборной Боливии.

## Клубная карьера
Санчес — воспитанник клуба «Реал Потоси». 8 марта 2015 года в матче против «Университарио де Пандо» он дебютировал в боливийской Примере. 26 сентября в поединке против «Спорт Бойз» Эрвин забил свой первый гол за «Реал Потоси». В 2016 году игрок недолго выступал за португальский клуб «Агеда». В 2018 году Санчес вернулся на родину, став игроком «Блуминга». 16 апреля в матче против «Сан-Хосе» он дебютировал за новую команду. 30 октября в поединке против своего бывшего клуба «Реал Потоси» Эрвин забил свой первый гол за «Блуминг». Летом 2021 года Санчес на правах аренды перешёл в «Стронгест». 8 августа в матче против «Сан-Хосе» он дебютировал за новый клуб. 
В 2023 году Санчес перешёл в «Ориенте Петролеро». 5 февраля в матче против «Реал Потоси» он дебютировал за новую команду. 

## Карьера в сборной
11 октября 2016 года в товарищеском матче против сборной Венесуэлы Санчес дебютировал за сборную Боливии.
В 2021 году Санчес принял участие в Кубке Америки в Бразилии. На турнире он принял участие в матчах против сборных Парагвая и Уругвая.